# Culmination
La culmination est le phénomène astronomique associé au passage d'un astre au méridien céleste d'un lieu donné.
On distingue :
- la culmination supérieure, quand l'astre passe par son point de hauteur maximale ; lors de celle-ci, on dit de l'astre qu'il culmine ou qu'il est à sa culmination ;
- la culmination inférieure, quand l'astre passe par son point de hauteur minimale.

## Culmination des étoiles
Sur Terre et sur mer, une étoile culmine toutes les 86 164 secondes : c'est le reflet de la rotation sidérale de la Terre. Le phénomène a lieu au même moment pour tous les points d'un même méridien.
Suivant la latitude du lieu, notée {\displaystyle \phi } et exprimée en degrés, et la déclinaison de l'astre considéré, notée {\displaystyle \delta } et exprimée aussi en degrés, la culmination peut être observée ou non. Ainsi, dans l'hémisphère nord :
- si {\displaystyle \phi -90^{\circ }\leq \delta \leq 90^{\circ }-\phi }, seule la culmination supérieure est observable, une fois par jour sidéral
- si {\displaystyle \delta >90^{\circ }-\phi }, l'astre est circumpolaire, la culmination supérieure et la culmination inférieure sont visibles, une fois par jour sidéral chacun
- enfin, si {\displaystyle \delta <\phi -90^{\circ }}, l'astre n'est jamais visible au-dessus de l'horizon.

## Culmination du Soleil
Localement, quand le Soleil culmine, il est midi local. La culmination est distincte du passage au zénith (verticale du lieu). En effet, le soleil ne peut culminer au zénith qu'entre les tropiques.
On appelle durée du jour l'intervalle de temps entre deux culminations successives.
Cet intervalle de temps définit le jour solaire et le temps solaire. Sa durée n'est pas constante au cours de l'année du fait des caractéristiques du mouvement de la Terre autour du Soleil : ellipticité de l'orbite et inclinaison de l'axe de rotation sur le plan de l'écliptique. Une horloge, quant à elle, indique un temps régulier, le temps moyen. La correction à faire pour passer du temps solaire au temps moyen s'appelle l'équation du temps. La moyenne des jours solaires vrais donne le jour solaire moyen, très proche du jour légal qui vaut 86 400 secondes : une année légale (grégorienne) vaut en moyenne 365,242 5 jours solaires légaux.

## Autre
La hauteur est le complément de la distance zénithale ou angle de la direction de l'astre avec le zénith.